# Amt Neuenhaus

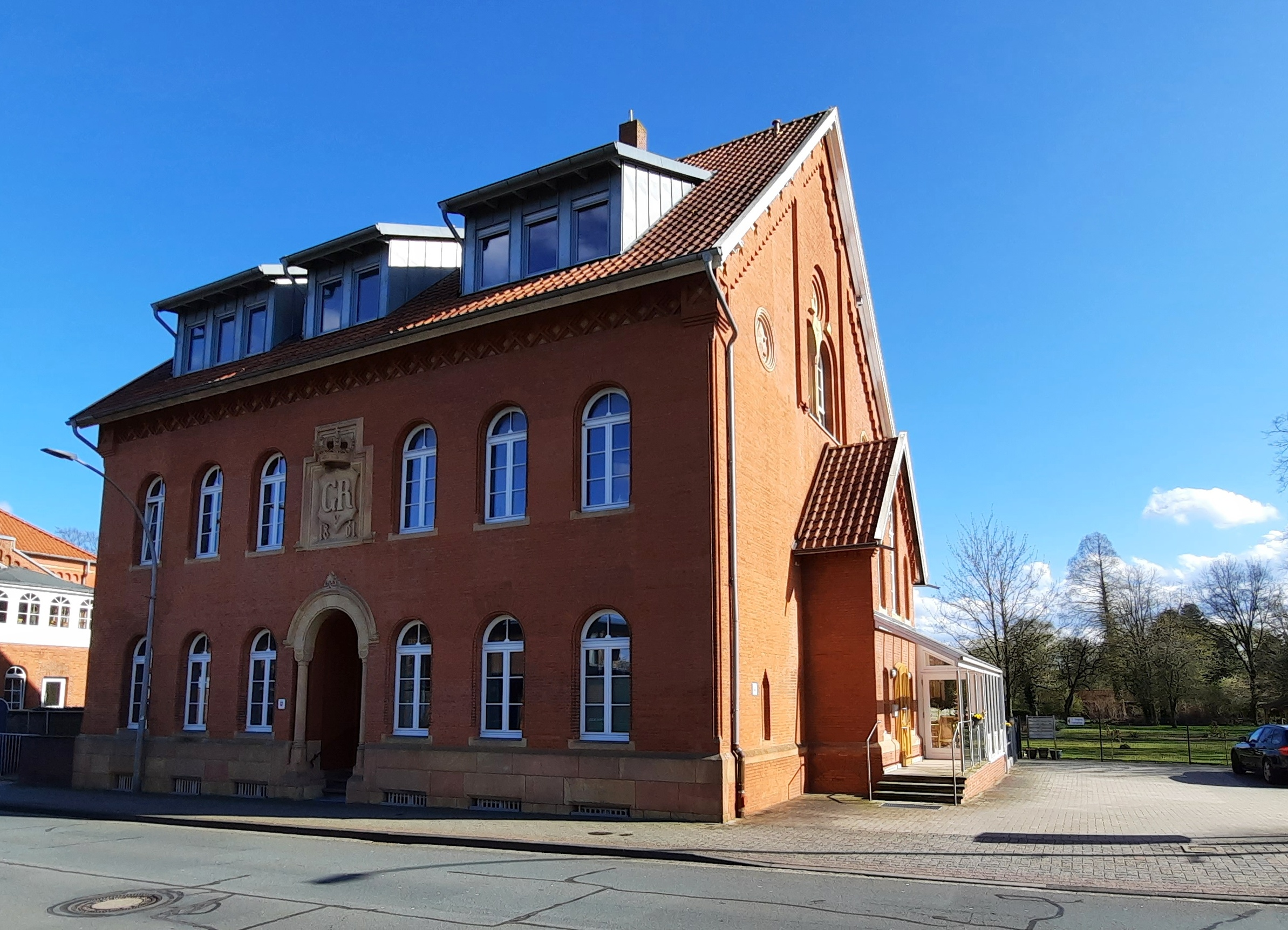
Ehemaliges Amtshaus in Neuenhaus (2023).

Das Amt Neuenhaus war ein historisches Verwaltungsgebiet des Königreichs Hannover beziehungsweise der preußischen Provinz Hannover. Übergeordnete Verwaltungsebene war die Landdrostei Osnabrück.

## Geschichte
Der Amtsbezirk wurde durch Verordnung vom 18. April 1823 als Mediatamt der Grafschaft Bentheim als  Standesherrschaft der Fürsten von Bentheim-Steinfurt gebildet und umfasste die Niedergrafschaft Bentheim einschließlich Stadt und Kirchspiel Nordhorn und der Gemeinde Wietmarschen. Ab 1867 bildete das Amt zusammen mit den Ämtern Bentheim, Freren und Lingen sowie der amtsfreien Stadt Lingen (Ems) den (Steuer-)Kreis Lingen. 1885 ging es im Kreis Grafschaft Bentheim auf, verfügte aber weiterhin über eine landrätliche Hilfsbeamtenstelle.

## Amtshaus
Das Amtshaus des Amts Neuenhaus wurde 1861 als zweigeschossiger Ziegelbau im Rundbogenstil mit Satteldach errichtet. Nach Gründung des Landkreises Grafschaft Bentheim 1885, der seinen Sitz anfangs in Bentheim hatte, diente es als landrätliches Hilfsamt. Ab 1981 befand sich im Gebäude ein Jugendtreff. 2012 wurde im ehemaligen Amtshaus ein Altenheim eröffnet, nachdem es an einen privaten Investor verkauft worden war.

## Amtmänner
- 1824–1853: Johann Georg Hoogklimmer, Amtmann
- 1853–1863: Georg Ludwig Lamprecht, Amtmann
- 1863–1868: Rudolph Schepler, Amtmann
- 1868–1878: Carl Georg Lindemann, Amtmann
- 1878–1880: Heintze, Regierungsassessor (kommissarisch)
- (1880) 1884: Franz Graf Deym, Amtmann (1884–1886 Landrat des Kreises Grafschaft Bentheim)